# The Good Half
The Good Half è un film del 2024 diretto da Robert Schwartzman.

## Trama
Renn Wheeland torna a casa a Cleveland, Ohio, per il funerale della madre. Una volta lì, crea nuove relazioni mentre ne cura quelle vecchie, prima di affrontare i suoi problemi e cercare di affrontare il suo dolore.

## Distribuzione
Il film è stato presentato in anteprima l'8 giugno 2023 al Tribeca Festival. Il film è stato distribuito da negli Stati Uniti d'America da Utopia il 23 luglio 2024.

## Accoglienza
Sull'aggregatore di recensioni Rotten Tomatoes ha un indice di gradimento del 53%, con un voto medio di 6,10 su 15 basato su 7 recensioni.